# Diskriminierung Arbeitsloser
Als Diskriminierung Arbeitsloser wird eine Form der Diskriminierung betrachtet, die „Menschen nach ihrer vermeintlichen ökonomischen Nützlichkeit“ abstuft.

## Diskurse um Arbeitslose
Teilweise diskriminierende Diskurse um Arbeitslose gruppieren sich häufig um Schlagworte oder Aussagen, die eine abwertende Zuschreibung verdichten. Man kann unterscheiden zwischen latenter Abwertung von (Langzeit-)Arbeitslosen, Debatten, die vor allem in Vorwahlzeiten zu Lasten von Arbeitslosen (aber auch anderen gesellschaftlichen Gruppen) initiiert werden, und politischen Kampfbegriffen bzw. Unwörtern, die eine Abwertung transportieren.

### Forschungen zur gesellschaftlichen Einschätzung von Langzeitarbeitslosen
Das Forschungsprojekt Gruppenbezogene Menschenfeindlichkeit hat erstmals 2007 das Phänomen der „Langzeitarbeitslosenabwertung“ untersucht. Der Aussage, dass die meisten Arbeitslosen kaum daran interessiert seien, einen Job zu finden, schlossen sich 49,3 % der Befragten an. 60,8 % fänden es empörend, wenn Langzeitarbeitslose sich auf Kosten der Gesellschaft ein bequemes Leben machten. Auch im Jahr 2008 stieg der Studie gemäß die Abwertung.
Wilhelm Heitmeyer sieht die Ursachen der Zunahme der Langzeitarbeitslosenabwertung in einer „Ökonomisierung des Sozialen“, die – nach seinem Verständnis – mit dem Übergang der „Marktwirtschaft zur Marktgesellschaft“ einhergehe, wobei Menschen zunehmend unter dem Kriterium ihrer ökonomischen „Nützlichkeit“ betrachtet würden. Diese Betrachtung von Menschen unter dem Kriterium würde vor allem zu einer Abwertung von Langzeitarbeitslosen führen.
In einem Artikel in der Zeitung Die Zeit, in der Wilhelm Heitmeyer jährlich den aktuellen Forschungsstand zur gruppenbezogenen Menschenfeindlichkeit darstellt, äußert er sich zu den Verantwortlichkeiten der „Langzeitarbeitslosenabwertung“ folgendermaßen:

„Betrachtet man die Abwertung von Langzeitarbeitslosen, muss man auch über den Zusammenhang zwischen den von gesellschaftlichen Eliten über die Medien immer wieder reproduzierten Bildern von Hartz-IV-Empfängern sowie Langzeitarbeitslosen und den Einstellungen in den unterschiedlichen Bevölkerungsgruppen diskutieren. Dabei ergeben sich – wie berichtet – Muster der Abwertung, die auch jene Gruppen von Menschen betreffen, die im Sinne der kalten Kalkulationen als ‚Nutzlose‘ oder ‚Überflüssige‘ gelten.“

Ein weiteres Ergebnis der Studie ist, dass eine erhöhte Abwertung von Arbeitslosen mit einem geringeren Bildungsgrad korreliert.
Anlass für die Untersuchung war die Zunahme von Abwertungen, die sich in den Medien fanden, so zum Beispiel die Bezeichnung von Bierdosen als „Hartz-IV-Stelzen“, mit der der ZDF-Entertainer Thomas Gottschalk in die öffentliche Kritik geriet.
2007 untersuchte das Projekt „YUSEDER“ („Youth Unemployment and Social Exclusion: Dimensions, Subjective Experiences and Institutional Responses in Six Countries of the EU“), das von der Europäischen Union in Auftrag gegeben wurde, Gründe für die soziale Exklusion jugendlicher Langzeitarbeitsloser in sechs Ländern der EU (Schweden, Belgien, Deutschland, Griechenland, Italien, Spanien), die Bedeutung der Langzeitarbeitslosigkeit für die betroffenen Jugendlichen und die Möglichkeiten zu ihrer Inklusion.

### „Faulheitsdebatten“
Zu einem regelmäßig einen Wahlkampf in Zeiten einer Wirtschaftskrise begleitenden Diskurs, die Arbeitslose pauschalisierend abwerten, gehört nach Frank Oschmiansky, Silke Kull und Günther Schmidt vom Wissenschaftszentrum Berlin für Sozialforschung die sogenannte „Faulheitsdebatte“. Sie setzte mit dem Beginn der Massenarbeitslosigkeit Mitte der 1970er ein. Im Verlaufe der 1970er Jahre wurden Arbeitslose in verschiedenen Medien, aber auch von politisch verantwortlichen unter anderem als „Drückeberger“, „Müßiggänger“ und „Langzeit-Urlauber“ bezeichnet und ihnen „Arbeitsscheu“ und „Leistungsmißbrauch“ vorgeworfen. Es folgte eine zweite „Faulheitsdebatte“, die zu Beginn der 1980er Jahre von allen im Parlament vertretenen Parteien geführt wurde. Die dritte dieser Debatten wurde von Bundeskanzler Helmut Kohl mit seiner Kritik am „kollektiven Freizeitpark“ Deutschland angestoßen; die vierte vom Bundeskanzler Gerhard Schröder, der davon sprach, „es gäbe kein Recht auf Faulheit“. Oschmiansky, Kull und Schmidt sehen in ihrer Studie ein Beschimpfen der Opfer (Täter-Opfer-Umkehr):

„Es dürfte aus dem Rückblick jedoch auch deutlich geworden sein, dass die ‚Faulheits- und Drückebergerdebatten‘ nicht nur mit dem möglichen oder vermeintlichen Fehlverhalten von Arbeitslosen zu tun haben, sondern zu einem guten Teil auch politischen Kalkülen folgen. Der auffällige Zusammenfall der Debatten mit dem ‚schlechten Bild der Arbeitslosen in der öffentlichen Meinung‘, mit bevorstehenden Wahlen und einer unzufriedenen Entwicklung der Arbeitslosigkeit geben dem Verdacht Nahrung, dass die Arbeitslosen als Sündenböcke für eine zum Teil verfehlte oder zu zögerliche Arbeitsmarkt- und Beschäftigungspolitik herhalten müssen.“

Auch das Papier „Vorrang für die Anständigen. Gegen Missbrauch, ›Abzocke‹ und Selbstbedienung im Sozialstaat“, welches in Verantwortung des seinerzeitigen Bundeswirtschaft- und Arbeitsministers Wolfgang Clement herausgegeben wurde, das Arbeitslose in die Nähe parasitärer Organismen rückt, wird vom Anti-Diskriminierungsbüro Berlin als „Diskriminierung von Arbeitslosen“ bezeichnet.
Im Vorfeld einer Landtagswahl in Nordrhein-Westfalen wird Anfang 2010 von Vizekanzler Guido Westerwelle eine öffentliche Debatte über Hartz IV und „anstrengungslosen Wohlstand“ angestoßen.

### Diskriminierende Begriffe
Für Kritik sorgte auch die Bezeichnung von Langzeitarbeitslosen als Sozialhilfeadel, die auf Rolf-Peter Löhr, den ehemaligen stellvertretenden Leiter des Deutschen Instituts für Urbanistik, zurückgeht. Ihnen wurde von Löhr Faulheit, Passivität und mangelnde Lebensplanung vorgeworfen. Er beschreibt den „Sozialhilfeadel“ folgendermaßen:

„In den Problemgebieten spürt man, welche Kultur der Abhängigkeit der Sozialstaat geschaffen hat. Dort leben manche Leute schon in der dritten Generation von Sozialhilfe – dort herrscht Sozialhilfeadel – die wissen gar nicht mehr wie das ist: morgens aufstehen, sich rasieren, vernünftig anziehen und zur Arbeit fahren.“

Der Bielefelder Pädagoge Fabian Kessl bemerkt dazu kritisch, dass der „Sozialhilfeadel“ ein Konstrukt sei: Er sieht in der Verwendung dieses Begriffes die Gefahr einer Abwertung armer Menschen, d. h., es gebe keinen Sozialhilfeadel.

## Behandlung durch Ämter
- Hauptartikel Verfolgungsbetreuung

Gegenüber den Institutionen der kommunalen Arbeitsvermittlung und der Bundesagentur für Arbeit gibt es Kritik, die deren Praxis als diskriminierend bezeichneten.
So wandten sich Mitarbeiter eines Arbeitsamtes mit dem Schlagwort „Verfolgungsbetreuung“ gegen die vielfach belegte und zum Teil gesetzlich geforderte Praxis, Arbeitslosen nicht nur Arbeit zu vermitteln, sondern sie auch bis in ihre Privatsphäre hinein verfolgen zu müssen.
Joachim Zelter kritisiert mit seinem dystopischen Roman Schule der Arbeitslosen ebenfalls die von der Bundesagentur für Arbeit vorgegebene Praxis als diskriminierend. Die Behandlung von Arbeitslosen durch die Arbeitsämter sei unmenschlich.

## Einstellungspraxis von Betrieben
Arbeitslose erhalten, abhängig von der Dauer ihrer Arbeitslosigkeit, generell seltener Einladungen zu Bewerbungsgesprächen.
In einigen Ländern ist diese Tendenz verstärkt festzustellen. Eine Untersuchung kam zu dem Ergebnis, dass in der Schweiz ein Arbeitsloser, der zweieinhalb Jahre arbeitslos gewesen ist, um 45 Prozentpunkte seltener zu einem Einstellungsgespräch eingeladen wird als ein Beschäftigter. Weiter heißt es in dieser Studie, dass die Wahrscheinlichkeit für ein Einstellungsgespräch bei Langzeitarbeitslosen, die über 30 Monate ohne Arbeit waren, so gering ist, dass es kaum noch Sinn hat, sich zu bewerben. In den Vereinigten Staaten sei diese Form der Diskriminierung hingegen nicht zu finden.

### Sachbücher
- Christian Baron, Britta Steinwachs: Faul, Frech, Dreist. Die Diskriminierung von Erwerbslosigkeit durch BILD-Leser*innen, Münster 2012, ISBN 978-3-942885-18-8
- Wilhelm Heitmeyer (Hrsg.): Deutsche Zustände, Band 6, Frankfurt am Main 2007, ISBN 978-3-518-12525-0
- Frank Oschmiansky, Silke Kull, Günther Schmid: Faule Arbeitslose? Politische Konjunkturen einer Debatte, August 2001, ISSN 1011-9523, (PDF)
- Hans Uske: Das Fest der Faulenzer. Die öffentliche Entsorgung der Arbeitslosigkeit, Münster 2004, ISBN 3-927388-47-5
- Anna Mayr: Die Elenden. Warum unsere Gesellschaft Arbeitslose verachtet und sie dennoch braucht, Berlin 2020, ISBN 978-3-446-26840-1

### Romane
- John Steinbeck: Früchte des Zorns, München 1985, ISBN 978-3-423-10474-6
- Joachim Zelter: Schule der Arbeitslosen, Tübingen 2006, ISBN 978-3-937667-71-3